# 不倒翁

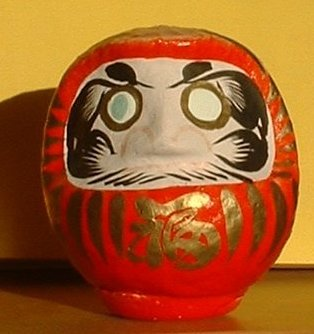
日本一種達摩造型的不倒翁（達磨）

不倒翁，是一種玩具，上面畫有老翁的臉。形狀像一個蛋型、上輕而下重，故扳倒後還能自動豎立起來。

## 歷史
歷史最早記載唐代的捕醉仙就是一種不倒翁，《唐摭言》指出捕醉仙又叫勸酒胡、酒胡子，是一種勸酒的工具。宋代窦革《酒谱·酒令》：“今之世酒令其类尤多，有捕醉仙者，为禺人转之以指席者。”明代徐文長有《不倒翁》詩：“烏紗玉帶儼然官，此翁原來泥半團；忽然將你來打碎，通身上下無心肝。”清代趙翼《陔餘叢考·卷三十三》中記載說：“兒童嬉戲有不倒翁，糊紙做醉漢狀，虛其中而實其底，雖按捺旋轉不倒也。”
另有民間說法，其名來自春秋時期楚國的卞和。卞和於荊山採石，採至一璞玉，先後獻予楚厲王和楚武王，不料遭到宮廷的玉匠陷害，讓兩位楚王以為被欺騙，先後砍斷了他的一條腿。直到楚文王即位，卞和抱著玉石在荊山下哭了三天三夜，文王聽聞此事，命人鑿開玉石，果然內有美玉。文王知曉卞和之事，忍不住讚嘆其為「扳不倒之翁」，於是此名流變至今，成為這種玩具的名稱。但古文中並無相關紀載，只能視之為鄉野傳說。

## 文化

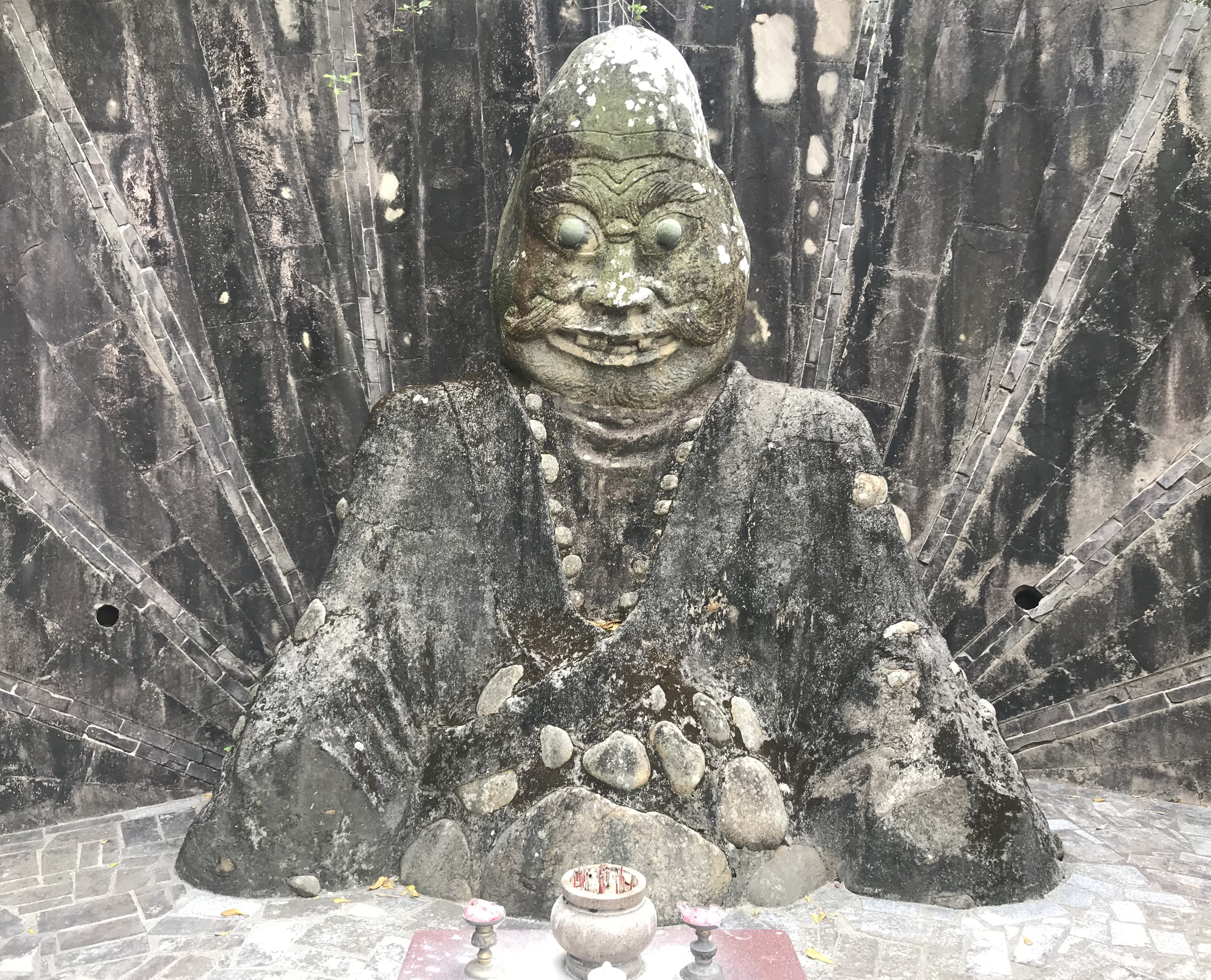
外埔不倒翁

由於不倒翁怎麼樣也推不倒的特性，因此常用於勉勵人要有不屈不撓的精神；另外五代十國曾在四個朝代當官的宰相馮道，有時也被人稱為官場不倒翁。

## 不倒翁與冈布茨
在數學上，已知存在有一類只有一個穩定和一個不穩定平衡點、像不倒翁一樣推倒後又能站立，且質量均勻分布的物體，此類物體又稱冈布茨。冈布茨的存在性在2006年由匈牙利布達佩斯科技經濟大學力學材料結構系主任加博爾·多莫科什，和他的前學生彼得·瓦爾科尼證明；然而在現實中，冈布茨有很嚴格的精確度（每10厘米只容許0.1毫米誤差），故此製造實物很難。